# Molo (Kenia)
Molo es una localidad de Kenia, con estatus de villa, perteneciente al condado de Nakuru.
Tiene 107 806 habitantes según el censo de 2009, la mayoría de los cuales viven en las áreas rurales que rodean al núcleo principal.

## Historia
En 2009 se produjo aquí el incendio de Molo, un grave accidente provocado por el derramamiento de la carga de combustible de un camión. Murieron más de cien personas.

## Demografía
Los 107 806 habitantes de la villa se reparten así en el censo de 2009:
- Población urbana: 32 576 habitantes (15 920 hombres y 16 656 mujeres)
- Población periurbana: 8075 habitantes (3977 hombres y 4098 mujeres)
- Población rural: 67 155 habitantes (33 545 hombres y 33 610 mujeres)

## Transportes
Se sitúa sobre la carretera secundaria C56, una carretera paralela a la A104. La C56 une la C57 en las proximidades del lago Nakuru con la B1 al este del condado de Kericho.